# Tarseh Bolāgh
Tarseh Bolāgh (persiska: ترسه بلاغ) är en ort i Iran.   Den ligger i provinsen Västazarbaijan, i den nordvästra delen av landet, 600 km väster om huvudstaden Teheran. Tarseh Bolāgh ligger 1 772 meter över havet och antalet invånare är 186.
Terrängen runt Tarseh Bolāgh är kuperad. Runt Tarseh Bolāgh är det ganska tätbefolkat, med 108 invånare per kvadratkilometer. Närmaste större samhälle är Oshnavīyeh, 17,3 km söder om Tarseh Bolāgh. Trakten runt Tarseh Bolāgh består i huvudsak av gräsmarker.